# Red Alert (Basement Jaxx)
Red Alert is een nummer van het Britse houseduo Basement Jaxx uit 1999. Het is de eerste single van hun debuutalbum Remedy.
Het nummer bevat een sample uit het nummer "Chinese Funk Song" van Locksmith. "Red Alert" werd vooral een grote hit in het Verenigd Koninkrijk, waar het de 5e positie behaalde. Hoewel het in de Top 40 slechts een bescheiden 31e positie behaalde en een Dancesmash op Radio 538, werd het wel een enorme radiohit in Nederland. In de Vlaamse Ultratop 50 haalde het nummer de 36e positie.